# Association of Commercial Television in Europe
Die Association of Commercial Television in Europe (ACT) ist ein Verband, der die Interessen der privaten Fernsehsender vertritt. Der Verband mit Sitz in Brüssel wurde 1989 gegründet.
Der Verband vertritt die Interessen der Mitglieder bei europäischen Institutionen und internationalen Organisationen. Die wichtigsten medienpolitischen Themen, bei denen der ACT die Interessen seiner Mitglieder vertritt, sind folgende:
- Richtlinie über audiovisuelle Mediendienste (AVMD Richtlinie)
- Werbung & kommerzielle Kommunikation
- Staatliche Beihilfen (u. a. Rundfunkgebühren) für den öffentlich-rechtlichen Rundfunk
- Urheberrecht & verwandte Schutzrechte
- Digitalisierung & Neue Medien
- Medienpluralismus
- Umsatzsteuer auf Medien
- Sport

In der „2. ACT Jahreskonferenz 2009“, die am 4. November 2009 in Brüssel stattfand, führte der Präsident des ACT, Philippe Delusinne (CEO RTL Belgium), aus: “Es ist die Attraktivität und das anhaltende Interesse der Zuschauer in das Medium Fernsehen, die auch in Zukunft – teilweise in Kombination mit anderen medialen Plattformen – dafür sorgen wird, dass Fernsehen das zentrale Medium der Massenkommunikation bleibt. Das Medium Fernsehen wird nicht nur überleben, es wird in Zukunft weiter prosperieren. Doch diese Perspektive hängt von den Vorgaben europäischer Regulierung ab. Damit private Fernsehsender auch in Zukunft gut aufgestellt sind, muss ein regulatorisches Umdenken stattfinden, das kleinteilige vorschreibende Regulierungsverwaltung aufgibt und stattdessen Lösungen anbietet, um die Chancen des technologischen Wandels nutzen zu können.”

## Verbandsstruktur
Philippe Delusinne, CEO von RTL Belgien, wurde am 9. Juni 2009 auf der Jahreshauptversammlung zum Präsidenten des Verbandes gewählt.
Ross Biggam ist seit dem Jahr 2000 der geschäftsführende Direktor des Verbandes.
Verbandsintern wird die Interessenvertretung durch verschiedene Arbeitskreise koordiniert, wobei die Aufgaben der Arbeitskreise den oben gelisteten medienpolitischen Themen entspricht.

### Mitglieder
Der ACT hat (Stand 2010) 30 Mitgliedsunternehmen, die in 34 europäischen Ländern aktiv sind. Die Mitglieder bieten mehrere hundert frei empfangbare Fernsehsender und Pay-TV-Angebote und hunderte neuer Mediendienste an. Die Mitgliedsunternehmen des ACT:
Antena 1 (Rumänien), Antena 3 (Spanien), Antenna TV (Griechenland), BSkyB (Vereinigtes Königreich), bTV (Bulgarien),
Canal+ (Frankreich), CME (Tschechische Republik), Discovery (Vereinigtes Königreich), ITV (Vereinigtes Königreich), Kanal D (Türkei), M6 (Frankreich), Mediaset (Italien), Mega Channel (Griechenland),
MTG (Schweden), MTV Media (Finnland), MTV Networks Europe (Vereinigtes Königreich), NTV (Türkei), POP TV/Kanal A (Slowenien), ProSiebenSat.1Group (Deutschland),
RTL Group (Luxemburg), Sky Deutschland (Deutschland), SKY Italia (Italien), Sogecable (Spanien), Telecinco (Spanien), TF1 (Frankreich),
TV3 (Irland), TV4 (Schweden), TVI (Portugal), TVN (Polen), VMMa (Belgien).

## Nationale Interessenverbände privater Fernsehunternehmen
Der ACT arbeitet eng mit anderen Partner- und Industrieverbänden zusammen:
| - in Asien, CASBAA - in Bulgarien, ABBRO - in Frankreich, ACP - in Deutschland, VPRT - in den Niederlanden, VESTRA - in Österreich, VöP | - in Portugal, Co-federação Portuguesa dos Meios de Comunicação Social - in Rumänien, ARCA - in Spanien, UTECA - in der Ukraine - im Vereinigten Königreich - in den USA, NAB |